# Valjevo
Valjevo (cyr. Ваљево) – miasto w Serbii, stolica okręgu kolubarskiego i siedziba miasta Valjevo. Leży nad Kolubarą, będącą dopływem Sawy. W 2011 roku liczyło 59 073 mieszkańców.

## Położenie geograficzne
Valjevo jest położone w zachodniej Serbii, w górach, z których spływają rzeki: Obnica, Jablanica i Gradac. Obnica i Jablanica łączą się na 1 km przed miastem, tworząc rzekę Kolubarę, uregulowaną w całym jej biegu przez miasto. Gradac, uznawany za jedną z najczystszych rzek w regionie (a nawet w całej Serbii), wpada do Kolubary tuż za centrum miasta, tworząc ostry cypel.

## Gospodarka
W mieście rozwinął się przemysł metalowy, spożywczy, drzewny, odzieżowy oraz chemiczny.

## Religia
Ludność Valjeva to przede wszystkim prawosławni. W centrum miasta znajduje się starsza, dosyć skromna cerkiew prawosławna, wraz z budynkami parafialnymi i sklepem, w którym można nabyć charakterystyczne dla Serbii miniaturowe ikony. Ze względu na niedawną reformę administracji kościelnej i związane z nią utworzenie urzędu władyki Valjeva, postanowiono wybudować nową, o wiele bardziej okazałą cerkiew, która ma być siedzibą nowego biskupa prawosławnego. Spośród wielu propozycji wybrano ostatecznie lokalizację na cyplu utworzonym przez zbiegające się rzeki Kolubarę i Gradac, naprzeciwko miejskiego targowiska. Wiosną 2008 r. ukończono podstawowe zadaszenie kopuł cerkwi i rozpoczęto wykorzystywanie jej jako miejsca sprawowania liturgii.
Na obrzeżach centrum, przy ul. Zeke Buljubaše 3, znajduje się również rzymskokatolicki kościół parafialny pw. Św. Rodziny, w którym gromadzi się niewielka (w porównaniu z prawosławną większością mieszkańców) grupa katolików obrządku rzymskiego. Charakterystyczne jest występowanie w mieście rodzin, gdzie jedno z małżonków jest ochrzczone w kościele prawosławnym, a drugie w rzymskokatolickim – rodziny takie obchodzą zazwyczaj podwójne święta (ze względu na różnice w kalendarzu juliańskim, stosowanym przez serbską Cerkiew Prawosławną, a gregoriańskim, stosowanym przez Kościół Rzymskokatolicki), np. Boże Narodzenie, Wielkanoc itd. – uczestnicząc również dwukrotnie w nabożeństwach świątecznych, w każdym z Kościołów. Znaczne ochłodzenie w tym przyjaznym zwyczaju wprowadziła wojna pod koniec XX w.,(w szczególności walki między Serbami a Chorwatami), z powodu której znaczna część ludności katolickiej, w związku z chorwackim pochodzeniem, zmuszona została do opuszczenia Serbii. Ci jednak, którzy pozostali, kontynuują dawne zwyczaje.